# Skrycik najmniejszy
Skrycik najmniejszy (Crypturgus pusillus Gyll.) – gatunek owada z rzędu chrząszczy.
RójkaPrzebiega na przełomie kwietnia i maja oraz lipca i sierpnia (jak u skrycika szarego i owłosionego).
WyglądLarwa beznoga (jak u wszystkich kornikowatych), barwy białej, z jasno-brunatną głową. Poczwarka typu wolnego; barwy białej, kolebka poczwarkowa w łyku. Imago długości 0,9-1,2 mm - jest najmniejszym gatunkiem kornika w faunie Polski. Kształt walcowaty, wąski, lekko spłaszczony, barwy ciemnobrunatnej, błyszczący. Przedplecze lekko zwężone ku przodowi, rzadko kropkowane. Pokrywy punktowane luźno w wyraźnych rzędach. Szczecinki widoczne na końcówkach pokryw.
WystępowanieW Polsce najpospolitszy ze skrycików.
PokarmSamica najczęściej rozpoczyna żerowisko od nyż jajowych w chodnikach larwalnych innych korników (oraz kózkowatych, ryjkowcowatych lub bogatkowatych), gdzie może zjadać jaja lub młode larwy swoich gospodarzy. Rzadkim zjawiskiem jest samodzielne zakładanie żerowiska. Larwy wygryzają stosunkowo krótkie chodniki w łyku lub korze.
ZnaczenieMoże ograniczać nieznacznie populację innych korników.